# Bothriomyrmex communista
Bothriomyrmex communista is een mierensoort uit de onderfamilie van de Dolichoderinae. De wetenschappelijke naam van de soort is voor het eerst geldig gepubliceerd in 1919 door Santschi.